# Ігнатпіль (станція)
Ігнатпіль — проміжна станція 4-го класу Коростенської дирекції Південно-Західної залізниці лінії Коростень — Овруч. Розташована у Овруцькому районі, біля села Ігнатпіль.
Розташована між станціями Бехи (8 км) та Потаповичі (10 км).
Станція виникла 1916 року.
На станції зупиняються приміські поїзди.
Від станції відгалужується вантажна лінія до станції Ігнатпіль-Кар'єр.

## Розклад
- Розклад руху приміських поїздів [Архівовано 6 березня 2016 у Wayback Machine.].